# Trường đua Motegi
Trường đua Mobility Resort Motegi là một trường đua xe chuyên dụng nằm ở thị trấn Motegi của tỉnh Tochigi, Nhật Bản. Trường đua Motegi đang đăng cai chặng đua MotoGP Nhật Bản của giải đua xe MotoGP vô địch thế giới.
Bên cạnh kiểu đường Grand Prix dùng để tổ chức giải đua xe MotoGP thì trường đua Motegi còn có một đường đua hình oval (speedway) để tổ chức các giải đua xe khác, vì thế trường đua còn có tên gọi khác là Twin Ring Motegi.

## Kỷ lục vòng chạy
Những kỷ lục vòng chạy ở trường đua Motegi tính đến tháng 10 năm 2024:
| Giải đua                                        | Thời gian                                  | Tay đua                                    | Xe                                         | Sự kiện                                                |
| Kiểu đường Grand Prix: 4.801 km (1997–nay)      | Kiểu đường Grand Prix: 4.801 km (1997–nay) | Kiểu đường Grand Prix: 4.801 km (1997–nay) | Kiểu đường Grand Prix: 4.801 km (1997–nay) | Kiểu đường Grand Prix: 4.801 km (1997–nay)             |
| ----------------------------------------------- | ------------------------------------------ | ------------------------------------------ | ------------------------------------------ | ------------------------------------------------------ |
| Super Formula                                   | 1:31.422                                   | Toshiki Oyu                                | Dallara SF19                               | 2021 2nd Motegi Super Formula round                    |
| Formula Nippon                                  | 1:34.853                                   | Masemi Kageyama                            | Reynard 97D                                | 1997 Motegi Formula Nippon round                       |
| Super GT (GT500)                                | 1:38.350                                   | Tadasuke Makino                            | Honda NSX-GT                               | 2022 Motegi GT 300 km Race                             |
| IndyCar                                         | 1:40.2453                                  | Giorgio Pantano                            | Dallara IR-05                              | 2011 Indy Japan: The Final                             |
| LMP900                                          | 1:43.686                                   | Hiroki Katou                               | Zytek 04S                                  | 2006 Motegi JLMC round                                 |
| Super Formula Lights                            | 1:43.851                                   | Giuliano Alesi                             | Dallara 320                                | 2021 2nd Motegi Super Formula Lights round             |
| Formula Three                                   | 1:44.373                                   | Sho Tsuboi                                 | Dallara F317                               | 2018 Motegi Japanese F3 round                          |
| MotoGP                                          | 1:44.461                                   | Jorge Martín                               | Ducati Desmosedici GP24                    | 2024 Japanese motorcycle Grand Prix                    |
| LMP1                                            | 1:44.508                                   | Shinji Nakano                              | Courage LC70                               | 2007 Motegi JLMC round                                 |
| Superbike                                       | 1:47.324                                   | Katsuyuki Nakasuga                         | Yamaha YZF-R1                              | 2024 1st Motegi All Japan Road Race Championship round |
| Super GT (GT300)                                | 1:47.734                                   | Iori Kimura                                | Honda NSX GT3                              | 2022 Motegi GT 300 km Race                             |
| Formula Regional                                | 1:47.881                                   | Sena Sakaguchi                             | Dome F111/3                                | 2020 Motegi FRJC round                                 |
| Moto2                                           | 1:50.679                                   | Somkiat Chantra                            | Kalex Moto2                                | 2023 Japanese motorcycle Grand Prix                    |
| 250cc                                           | 1:51.412                                   | Álvaro Bautista                            | Aprilia RSV 250                            | 2008 Japanese motorcycle Grand Prix                    |
| GT3                                             | 1:51.770                                   | James Yu                                   | Audi R8 LMS GT3 Evo II                     | 2023 Motegi GT World Challenge Asia round              |
| Supersport                                      | 1:52.900                                   | Keito Abe                                  | Yamaha YZF-R6                              | 2024 1st Motegi All Japan Road Race Championship round |
| LMP2                                            | 1:53.558                                   | Shinsuke Yamazaki                          | Dallara GC21                               | 2006 Motegi JLMC round                                 |
| Porsche Carrera Cup                             | 1:53.829                                   | Ryo Ogawa                                  | Porsche 911 (991 II) GT3 Cup               | 2020 Motegi Porsche Carrera Cup Japan round            |
| GT1 (GTS)                                       | 1:54.200                                   | Seicho Fujii                               | Ferrari 550 Maranello GTS                  | 2007 Motegi JLMC round                                 |
| Formula Toyota                                  | 1:55.214                                   | Hideto Yasuoka                             | Tom's FT30                                 | 2004 Motegi Formula Toyota round                       |
| Moto3                                           | 1:55.675                                   | David Alonso                               | CFMoto Moto3                               | 2024 Japanese motorcycle Grand Prix                    |
| GT2                                             | 1:56.453                                   | Tomonobu Fujii                             | Ferrari F430 GTC                           | 2009 250 km of Motegi                                  |
| Ferrari Challenge                               | 1:56.626                                   | Nobuhiro Imada                             | Ferrari 488 Challenge                      | 2019 Motegi Ferrari Challenge Asia-Pacific round       |
| TC1                                             | 1:57.136                                   | Gabriele Tarquini                          | Honda Civic WTCC                           | 2015 FIA WTCC Race of Japan                            |
| 125cc                                           | 1:57.666                                   | Mika Kallio                                | KTM 125 FRR                                | 2006 Japanese motorcycle Grand Prix                    |
| Formula 4                                       | 1:58.005                                   | Rin Arakawa                                | Dome F110                                  | 2021 2nd Motegi Japanese F4 round                      |
| GT                                              | 1:58.315                                   | Atsushi Yogou                              | Porsche 911 (996) GT3-R                    | 2000 Motegi JGTC round                                 |
| TCR Touring Car                                 | 2:01.164                                   | Choi Jeong Weon                            | Hyundai Elantra N TCR                      | 2024 1st Motegi TCR Japan round                        |
| 500cc                                           | 2:02.889                                   | Mick Doohan                                | Honda NSR500                               | 1999 Japanese motorcycle Grand Prix                    |
| GT4                                             | 2.03.040                                   | Manabu Orido                               | BMW M4 GT4 Gen II                          | 2023 Motegi GT World Challenge Asia round              |
| Super 2000                                      | 2:07.456                                   | Eric Kwong                                 | SEAT León 2.0T                             | 2016 Motegi Touring Car Series in Asia round           |
| Asia Productions 250                            | 2:07.939                                   | Arai Agaska                                | Yamaha YZF-R3                              | 2024 Motegi ARRC round                                 |
| Asia Underbone 150                              | 2:15.928                                   | Murobbil Vittoni                           | Yamaha MX King 150                         | 2024 Motegi ARRC round                                 |
| Kiểu đường Speedway (Oval): 2.493 km (1997–nay) |                                            |                                            |                                            |                                                        |
| CART                                            | 0:25.830                                   | Hélio Castroneves                          | Lola B99/00                                | 1999 Firestone Firehawk 500K                           |
| IndyCar                                         | 0:27.0977                                  | Tomas Scheckter                            | G-Force GF09                               | 2003 Indy Japan 300                                    |
| NASCAR Winston Cup Series                       | 0:35.2298                                  | Jeff Gordon                                | Chevrolet Monte Carlo NASCAR               | 1998 Coca-Cola 500                                     |